# 전부 애거사 짓이야
《전부 애거사 짓이야》(영어: Agatha All Along)는 마블 코믹스의 캐릭터 애거사 하크니스를 바탕으로 잭 셰이퍼가 디즈니+ 방영을 위해 제작한 미국의 텔레비전 미니시리즈이다. 《완다비전》(2021년)의 스핀오프 작품으로, 마블 시네마틱 유니버스(MCU)에서 마블 스튜디오가 제작한 11번째 텔레비전 시리즈이자 마블 텔레비전 레이블로 처음 공개한 작품이며, 해당 프랜차이즈의 영화들과 세계관을 공유한다. 셰이퍼가 쇼러너와 수석 감독을 맡았다.
캐스린 한이 《완다비전》에 이어 애거사 하크니스 역을 다시 맡았으며, 조 로크, 데브라 조 럽, 오브리 플라자, 사셰르 자마타, 알리 안, 오쿠이 오크포크워실리, 패티 루폰, 에번 피터스, 마리아 디지아, 폴 아델스타인, 마일스 구티에레스라일리가 출연한다. 2021년 10월부터 셰이퍼와 한이 참여하며 제작이 시작되었고, 다음 달에 시리즈 제작을 공식 발표하였다. 2023년 초 촬영에 앞서 셰이퍼, 레이철 골드버그, 간자 몬테이로가 감독으로 선임되었으며, 촬영은 2023년 1월부터 5월까지 조지아주 애틀랜타의 트릴리스 스튜디오와 로스앤젤레스에서 진행되었다. 《완다비전》의 음악 팀을 포함한 출연진과 제작진이 복귀했다. 마케팅 캠페인의 일환으로 여러 다른 제목이 발표되었고, 2024년 5월에 《완다비전》의 동명 노래를 인용한 공식 제목 《전부 애거사 짓이야》가 발표되었다.
《전부 애거사 짓이야》는 2024년 9월 18일 디즈니+에서 첫 공개되어 10월 30일까지 총 9개의 에피소드가 방영되었다. 이 시리즈는 MCU 페이즈 5의 일부이다. 제작 가치와 유머, 특히 한, 로크, 루폰, 플라자의 연기를 비롯한 출연진의 전반적인 연기력에서 호평을 받으며 평단으로부터 긍정적인 평가를 받았다.

## 전제
《완다비전》(2021년) 미니시리즈의 결말에서 뉴저지주 웨스트뷰 마을에 갇힌 지 3년 후, 마녀 애거사 하크니스는 전설적인 마녀의 길의 시험에 도전하고자 하는 한 틴(10대)의 도움으로 탈출한다. 마법의 힘을 잃은 애거사는 틴과 함께 새로운 마녀 집회를 결성하여 시험에 맞서는 한편, 세일럼 세븐과 같은 자신의 옛 적들과도 대치하게 된다.

## 출연진
- 애거사 하크니스 역 캐스린 한:
강력한 마녀로,《완다비전》(2021년) 시리즈 말미에 완다 막시모프의 힘을 빼앗으려다가 "아그네스 오코너"라는 정체로 그의 주문에 갇히게 되었다.[3][4] 이 시리즈에서 애거사는 주문에서 벗어난 뒤 자신의 힘을 잃은 상태에서 새로운 마녀 집회을 결성한다.[2] 메리 리바노스 총괄 프로듀서는 애거사를 진심 어린 동시에 위험한 인물이자,[5] 집회 내에서 일하는 법을 배워 힘을 되찾아야 하는 생존자로 묘사했다.[6]:4:57–6:02 한은 애거사의 독설과 냉소 이면에 있는 상처의 근원을 표현하는 것이 즐거웠다고 밝혔다.[7]
- 틴 / 빌리 캐플란 / 빌리 막시모프 역 조 로크:
애거사의 마녀 집회를 돕는 사역마로, 어두운 유머 감각을 지닌 인물이다.[7][8] 다른 인물들은 그를 "틴"이라고 부르는데,,[7][9][10] 이는 그에게 걸린 "글래머"라는 봉인 사술로 인해 그의 이름이나 신원을 파악할 수 없기 때문이다.[11][10] 로크는 이 캐릭터를 "매우 사려 깊고 친절하면서도" 충동적인 면이 있다고 설명하며,[9] 애거사와 함께 마녀 집회에 들어가 마녀의 길을 여행하는 것이 그의 "꿈"이라고 밝혔다. 또한 마법과 마녀에 대해 "팬보이스러운" 면모를 보이며 이런 환경에서 "제 모습을 찾는다"고 덧붙였다.[7] 후에 이 인물은 윌리엄 캐플란이라는 유대인 청소년으로 밝혀진다. 자동차 사고로 목숨을 잃었지만, 《완다비전》의 말미에서 "죽음"을 맞이한 완다와 비전의 아들 빌리 막시모프의 영혼이 그의 육체에 깃들게 된다. 이전의 빌리 역은 《완다비전》과 영화 《닥터 스트레인지: 대혼돈의 멀티버스》(2022년)에서 줄리안 힐리어드가 연기했다.[12][13] 로크는 완다 역의 엘리자베스 올슨이 이전 MCU 작품에서 훈련 받았던 동작 지도 코치와 함께 작업했다.[14]
- 샤론 데이비스 역 데브라 조 럽:
뉴저지주 웨스트뷰의 주민으로, 애거사가 필요한 "녹색 마녀" 자리를 채우기 위해 자신의 마녀 집회에 영입한 인물이다. 그는 《완다비전》의 시트콤에서 강제로 연기해야 했던 "하트 부인"이라는 이름으로 계속 불리는 것에 대해 불만을 표시한다.[15][16][17]
- 리오 비달 / 녹색 마녀 역 오브리 플라자: 원조 녹색 마녀이자 애거사의 옛 연인으로, 후에 죽음의 화신으로 밝혀진다.[18][19]
- 제니퍼 "젠" 케일 역 사셰르 자마타: 능력이 봉인된 마법사이자 애거사의 마녀 집회의 일원으로, 비약 제조 전문가이다.[20][18]
- 앨리스 우-걸리버 역 알리 안:
애거사의 마녀 집회의 일원이자 전직 경찰로, 보호 마녀이다.[18] 앨리스의 가문은 모계가 대대로 악마에 시달리는 저주를 겪고 있다.[21]
- 버티고 역 오쿠이 오크포크워실리: 세일럼 세븐의 일원이다.[22]
- 릴리아 칼데루 역 패티 루폰: 450세의 시칠리아 마녀이자 애거사의 마녀 집회의 일원으로, 시간을 비선형적으로 경험하며 예지 능력에 특화되어 있다.[23] 클로이 캠프가 젊은 시절의 릴리아 역을 맡았다.[24]
- 랠프 보너 역 에번 피터스: 현재는 "랜달"이라는 이름으로 살아가는 웨스트뷰의 전 주민으로, 이전에 《완다비전》 시트콤 속에 갇혀 애거사의 조종을 받아 완다의 쌍둥이 형제 피에트로 막시모프로 위장했다.[25]
- 레베카 캐플란 역 마리아 디지아: 윌리엄의 어머니이다.[22]
- 제프 캐플란 역 폴 아델스타인: 윌리엄의 아버지이다.[22]
- 에디 역 마일스 구티에레즈-라일리: 윌리엄의 든든한 남자친구이다.[20][22][26]

《완다비전》에서 웨스트뷰 주민 역할을 맡았던 배우들은 애거사의 《웨스트뷰의 아그네스》 현실에서 다시 등장한다. 에마 콜필드가 사라 프록터 / "도티 존스" 역, 데이비드 페이튼이 존 콜린스 / "허브 펠트먼" 역, 데이비드 렝겔이 사라의 남편 해롤드 프록터 / "필 존스" 역, 아시프 알리가 아빌라시 탠던 / "놈 젠틸루치" 역, 아모스 글릭이 피자 배달원 / "데니스 웨버" 역을 맡았으며, 케이트 포브스 역시 애거사의 어머니 에버노라 하크니스 역으로 돌아왔다.
시리즈에 등장하는 나머지 여섯 명의 세일럼 세븐 멤버들로는 "뱀" 역의 마리나 마제파, "까마귀" 역의 베서니 커리, "여우" 역의 아테나 페램플, "쥐" 역의 브리타 그랜트, "부엉이" 역의 알리시아 벨라-베일리, "코요테" 역의 차우 나우모바가 있다. 추가 게스트 출연진으로는 엘리자베스 안웨이스가 앨리스의 어머니 로나 우 역, 라우라 보칼레티가 릴리아의 마에스트라 역, 스콧 버틀러가 젠의 과거와 연관된 의사 역, 제이드 콴이 우 가문의 저주에 등장하는 악마 역, 아벨 리센코가 애거사의 아들 니콜라스 스크래치 역을 맡았다. 한나 로더, 테트라 로이드 화이트, 앙리에트 주토무, 홀리 보니, 홀리 보니, 킴 배스가 1750년대 애거사와 니콜라스의 함정에 걸린 마녀들로 등장한다.

## 에피소드 목록
| 번호 | 제목                                            | 감독            | 작가                        | 본 공개 날짜     |
| --- | ----------------------------------------------- | --------------- | --------------------------- | ---------------- |
| 1 | "그대여, 길을 찾아라"                           | 잭 셰이퍼       | 잭 셰이퍼                   | 2024년 9월 18일  |
| 웨스트뷰에서 완다 막시모프에게 패배한 지 3년 후, 마녀 애거사 하크니스는 완다의 마법에 걸려 있는 상태였다. 그는 자신을 《웨스트뷰의 아그네스》라는 범죄 누아르 드라마 속 경찰 형사 아그네스 오코너로 착각하고 있었고, 신원 미상의 여성 살인 사건에 집착하고 있었다. 어느 날 밤, 한 십대가 "길"을 찾아 아그네스의 집에 침입한다. 아그네스는 이 십 대가 살인 사건과 연관되어 있다고 생각하고 체포한다. FBI 요원 리오 비달이 아그네스를 찾아와 그의 진정한 정체성을 기억하게 도와주고, 그가 보았던 신원 미상의 여성이 사실은 완다의 시신이었음을 깨닫게 한다. 마법에서 깨어난 애거사는 자신의 힘이 사라졌다는 것과, 과거 인연이 있는 마녀 동료인 리오가 자신을 죽이러 왔다는 사실을 알게 된다. 애거사는 리오를 설득해 자신의 힘을 되찾을 때까지 목숨을 살려달라고 하지만, 리오는 곧 세일럼 세븐이 그를 쫓아올 것이라고 경고한다. 리오가 떠난 후, 애거사는 완다의 마법에 걸려있는 동안 자신이 실제로 납치했던 "틴"을 어떻게 해야 할지 망설인다. |                                                 |                 |                             |                  |
| 2 | "운명에 엮인 자들이여 / 숨겨진 문을 열어라"     | 잭 셰이퍼       | 로라 도니                   | 2024년 9월 18일  |
| "틴"은 자신이 애거사를 마법에서 풀어준 장본인이며, 마녀의 길을 여행하고 싶다고 밝힌다. 마녀의 길은 시련을 견뎌낸 마녀에게 가장 갈망하는 것을 보상으로 주는데, 애거사의 경우 그것은 잃어버린 힘을 되찾는 것이었다. 또한 애거사는 마법으로 인해 "틴"의 이름을 포함한 그 어떤 개인 정보도 알 수 없다는 것을 깨닫는다. 마녀의 길로 가는 문을 열기 위해서는 집회가 필요했기에, 두 사람은 각자 마녀의 길을 걸어야 할 이유가 있는 릴리아 칼데루, 제니퍼 "젠" 케일, 앨리스 우-걸리버를 모집한다. "녹색 마녀"가 필요했지만 리오는 원치 않았던 애거사는 대신 웨스트뷰 주민이자 재능 있는 정원사인 샤론 데이비스에게 도움을 청한다. 네 명의 마녀와 샤론이 마녀의 길로 가는 문을 여는 의식을 진행하던 중, 세일럼 세븐을 간신히 피해 그들과 "틴"은 문을 통과한다. 일행은 신발을 벗고 마녀의 길을 향해 발걸음을 내딛는다. |                                                 |                 |                             |                  |
| 3 | "속임수와 시험의 / 머나먼 길을 걸어"            | 레이철 골드버그 | 캐머런 스콰이어스           | 2024년 9월 25일  |
| 애거사는 마녀의 길의 끝에 도달하기 위해서는 집회가 마법의 각기 다른 분야에 초점을 맞춘 시험들을 마주하게 될 것이라고 설명한다. 또한 그들은 "틴"의 인장이 어떤 마녀도 그의 신원을 알지 못하게 막고 있다는 것을 깨닫는다. 첫 번째 시련에서 집회는 해안가의 한 집을 발견하고, 그곳에서 "틴"을 제외한 모두가 와인을 마신다. 젠은 "틴"에게 따로 다크홀드와 자신의 아이를 맞바꾸었다고 알려진 애거사를 믿지 말라고 경고한다. 타이머가 카운트다운을 시작하고, 샤론이 기절하자 젠은 와인에 독이 들어있었음을 깨닫는다. 해독제를 만들기 위해 재료를 모으는 동안 마녀들은 환각을 경험한다. 릴리아는 르네상스 시대의 어린 시절 자신과 스승을 보고, 젠은 한 의사가 자신을 물속에 밀어 넣는 모습의 환각을 경험하며, 앨리스는 자살하려는 어머니 로나 우를 목격하고, 애거사는 다크홀드가 들어있는 아기 침대를 본다. 해독제를 만드는 동안 집이 물속으로 잠기면서 집회는 익사의 위험에 처한다. 몇 초 남지 않은 상황에서 그들은 해독제를 완성해 마시고 샤론에게도 먹인다. 물이 쏟아져 들어오지만, 오븐에 터널이 나타나고 마녀단은 그곳을 통해 마녀의 길로 탈출한다. 회복하는 동안 "틴"은 샤론이 죽었음을 발견한다. |                                                 |                 |                             |                  |
| 4 | "너에게 닿을 수 없다면 / 내 노래가 너에게 닿길" | 레이철 골드버그 | 지오바나 사르키스           | 2024년 10월 2일  |
| 샤론을 매장한 후, 집회는 어쩔 수 없이 대체할 녹색 마녀를 소환한다. 애거사의 불편함 속에 리오가 샤론의 무덤에서 나타난다. 집회는 1970년대 분위기의 집을 마주하게 되는데, 로나 우와 관련된 녹음 스튜디오로 밝혀지면서 딸 앨리스에게 애도의 감정을 다시 불러일으킨다. 리오가 장난스럽게 애거사에게 다른 이들을 배신하자고 제안하는 순간, 이는 모두에게 들리고 만다. 바로 그때 "틴"이 실수로 레코드를 거꾸로 재생하면서 앨리스의 가문에 저주를 내린 악마가 소환된다. 이에 맞서기 위해 일행은 보호 주문으로 밝혀진 로나 우 버전의 발라드를 재생하고, 앨리스는 악마를 물리치는 데 성공한다. 집회가 집을 떠날 때, 시련 도중에 "틴"이 심각한 부상을 입었다는 것을 발견한다. 마녀의 길로 돌아온 후, 젠은 그의 상처를 치유하여 목숨을 구한다. 이후 릴리아, 앨리스, 젠이 유대감을 쌓는 동안 리오는 애거사와의 과거사를 암시한다. "틴"은 애거사에게 그의 아들에게 무슨 일이 있었는지 묻지만, 그는 대답하지 않는다. 후에 애거사가 리오에게 키스하려 하자, 리오는 애거사에게 "틴"이 그의 아들이 아니라고 말한다. |                                                 |                 |                             |                  |
| 5 | "가장 어두운 시간이여 / 그대의 힘을 깨워라"     | 레이철 골드버그 | 로라 몬티                   | 2024년 10월 9일  |
| 세일럼 세븐이 마녀의 길에 도착해 집회를 추격하고, 마녀들은 급조한 빗자루를 타고 날아 그들을 피한다. 마녀의 길에 의해 다시 끌어내려진 후, 집회는 1980년대 분위기를 풍기는 오두막 형태를 한 다음 시험에 들어선다. 일행은 위저보드를 사용하여 애거사의 어머니 에버노라의 영혼과 접촉한다. 에버노라는 1693년에 딸에 의해 이전 마녀 집회와 함께 살해되었는데, 이들이 세일럼 세븐의 어머니들이었음이 밝혀진다. 에버노라는 집회에게 애거사를 버리고 떠나라고 경고하며 애거사에게 빙의하여 그들을 공격한다. 앨리스는 자신의 능력을 사용하여 애거사에게서 에버노라를 쫓아내지만, 애거사는 곧바로 앨리스의 마법을 흡수한다. "틴"은 또 다른 영혼의 존재, 애거사의 아들 니콜라스 스크래치를 눈치채고 그 이름을 외쳐 애거사를 저지한다. 하지만 이미 앨리스는 목숨을 잃은 후였다. 애거사는 이것이 사고였다고 주장하지만, "틴"은 애거사뿐만 아니라 애거사와 같은 목표를 가졌다고 인정하는 릴리아와 젠에게도 분노를 터뜨린다. 애거사가 "틴"을 그의 어머니와 똑같다고 조롱하자, 분노한 "틴"은 마법으로 릴리아와 젠이 애거사를 늪 함정에 던져 넣게 한 뒤 그들 역시 함께 밀어 넣는다. 마녀들이 가라앉을 때, "틴"의 머리에 스칼렛 위치의 것과 유사한 머리 장식이 나타난다. |                                                 |                 |                             |                  |
| 6 | "사역마가 곁을 지키고"                          | 간자 몬테이로   | 제이슨 로스토브스키         | 2024년 10월 16일 |
| 회상 장면에서 이스트뷰 출신의 10대 소년 윌리엄 캐플런은 자신의 바르 미츠바를 기념하던 중 릴리아를 만난다. 릴리아는 그의 손금을 읽고 밝히지 않은 무언가를 본 뒤, 그를 보호하기 위해 표식을 새긴 부적으로 사술을 걸고 곧바로 그의 정체를 잊게 된다. 인근에서 완다가 만든 헥스가 무너지기 시작하면서 파티는 끝이 난다. 웨스트뷰를 지나던 중 윌리엄과 그의 부모는 자동차 사고를 당하고 윌리엄은 목숨을 잃지만, 바로 그 순간 빌리 막시모프의 영혼이 윌리엄의 육체에 들어가 그를 부활시킨다. "윌리엄"은 사고 이후 갑자기 생긴 독심술 능력과 사고 이전의 삶에 대한 기억 상실로 인해 적응에 어려움을 겪는다. 3년 후, 윌리엄은 자신의 남자친구 에디와 함께 한때 헥스 안에서 애거사의 조종을 받았던 랠프 보너를 만난다. 랠프는 그들에게 그곳에서 일어난 일과 완다의 쌍둥이 아들 빌리와 토미에 대해 이야기하고, 이를 통해 윌리엄은 자신이 바로 빌리였음을 깨닫는다. 마녀의 길을 통해 토미를 찾기로 결심한 빌리는 애거사를 찾아가 완다의 마법을 풀어준다. 현재, 늪에서 빠져나온 애거사는 표식이 파괴된 것을 알아차리고 빌리의 목적을 추론한다. 그리고 빌리가 자신의 힘을 통제할 수 없기 때문에 함께 가야 한다고 말한다. |                                                 |                 |                             |                  |
| 7 | "죽음의 손을 잡고"                              | 잭 셰이퍼       | 지아 킹 & 캐머런 스콰이어스 | 2024년 10월 23일 |
| 애거사와 빌리는 길을 따라가다가 성에 도착한다. 성에 들어서자 두 사람은 대중문화 속 마녀의 의상으로 차려입게 되고 타로 카드 한 벌을 발견한다. 적절한 카드를 올바른 순서로 배치하지 못하면 천장에 매달린 검들이 떨어지게 된다. 릴리아의 어린 시절 첫 점술 수업 회상 장면을 통해, 그가 자신의 삶을 순서 없이 경험하고 있었다는 것이 드러나는데, 이는 그가 가진 기억의 공백과 예지 능력을 설명해준다. 늪에 빠진 뒤 릴리아는 리오가 죽음의 화신이라는 것을 알게 된다. 리오는 릴리아의 시간이 다가오고 있음을 예고한다. 릴리아는 젠을 깨우고, 세일럼 세븐을 피해 터널을 통과한 후 애거사, 빌리와 재회한다. 릴리아가 자초지종을 설명하자 애거사는 리오의 정체에 대해 이미 알고 있었음을 밝힌다. 시험이 자신의 것임을 알게 된 릴리아는 카드를 올바른 순서로 배치해 모두를 구한다. 릴리아는 다른 이들에게 출구를 통해 도망치라고 재촉하면서, 세일럼 세븐이 다가오자 맞서기 위해 혼자 남기로 한다. 릴리아가 카드 하나를 뒤집자 방 전체가 뒤집히면서 세일럼 세븐과 릴리아 자신까지 칼에 찔리게 된다. 마지막 장면에서, 어린 릴리아가 즐거운 마음으로 첫 점술 수업에 참석한다.이 에피소드는 시간을 비선형적으로 인식하는 릴리아의 관점을 표현하기 위해 순차적이지 않은 순서로 서술되었다.이 에피소드는 시간을 비선형적으로 인식하는 릴리아의 관점을 표현하기 위해 순차적이지 않은 순서로 서술되었다. |                                                 |                 |                             |                  |
| 8 | "나를 따라와 / 길 끝에 기다리는 영광으로"       | 간자 몬테이로   | 피터 캐머런                 | 2024년 10월 30일 |
| 앨리스의 영혼을 저승으로 인도한 후, 리오는 애거사를 만나 빌리와 맞바꾸는 조건으로 애거사를 내버려두기로 한다. 두 번째 생명을 얻은 빌리가 신성한 균형을 깨뜨렸기 때문이었다. 빌리와 젠은 마녀의 길 끝에서 애거사와 재회하고, 그곳이 순환하는 원형임을 발견한다. 빌리가 신발을 다시 신자 세 사람은 생장등이 하나씩 꺼져가는 애거사의 지하실 같은 공간으로 이동한다. 젠은 애거사가 자신의 마법을 속박했다는 것을 알게 되고 해방 의식을 수행한다. 그는 능력을 되찾고 마녀의 길에서 원하는 것을 얻어 사라진다. 애거사는 빌리가 토미의 영혼을 찾는 것을 돕고, 빌리는 그 영혼을 익사 직전의 소년의 육체에 넣는다. 빌리도 사라지고, 애거사는 자신의 목걸이 속 씨앗으로 바닥 틈새에 꽃을 피워 시험을 완수한다. 그는 자신의 집 뒤뜰로 탈출하지만 거기서 리오의 공격을 받는다. 빌리가 개입해 애거사에게 자신의 힘의 일부를 주지만, 리오는 둘 중 누가 자신과 함께 갈지 선택하라고 명령한다. 망설이던 애거사는 결국 리오에게 키스하고 죽는다. 리오가 떠나고 빌리는 집으로 돌아간다. 자신의 방에 들어선 그는 방 안의 많은 물건들이 마녀의 길의 요소들과 일치한다는 것을 깨닫고 뒤에서 애거사의 웃음소리를 듣는다. |                                                 |                 |                             |                  |
| 9 | "처녀와 어머니와 노파"                          | 간자 몬테이로   | 잭 셰이퍼 & 로라 도니       | 2024년 10월 30일 |
| 1750년, 애거사는 니콜라스를 출산한다. 죽음이 아기를 데려가려 하지만 애거사의 간청에 마음을 돌리고, 언젠가는 그를 데려갈 것이라고 경고한다. 애거사는 이후 6년간 마녀들을 죽이면서 아들을 키우는데, 니콜라스는 점점 살인에 회의적으로 돌아서게 된다. 둘은 함께 동요를 만드는데, 이것이 후에 마녀의 길의 발라드가 되어 독자적인 생명력을 갖게 된다. 결국 니콜라스가 병들어 죽음이 그를 데려가고, 애거사는 절망에 빠진다. 더 이상 잃을 것이 없어진 애거사는 수세기 동안 존재하지 않는 마녀의 길을 약속하며 마녀들을 속여 죽이고 그들의 힘을 빼앗는다. 현재, 이제 유령이 된 애거사는 빌리에게 그가 자신의 마법으로 존재하지 않았던 마녀의 길을 현실로 만들었다고 말한다. 빌리는 릴리아, 앨리스, 샤론의 죽음에 대해 자신을 책망하지만, 애거사는 자신이 이미 그들을 죽일 계획이었으며 젠은 아직 살아있다고 반박한다. 빌리는 웨스트뷰로 돌아와 애거사를 추방하려 하지만, 저승에서 니콜라스를 마주하는 것을 두려워하는 애거사는 저항한다. 빌리는 마음을 바꿔 애거사가 자신을 이끌도록 허락한다. 마녀의 길의 입구를 봉인하고 죽은 이들의 이름을 기록한 후, 빌리와 애거사는 토미를 찾아 나선다. |                                                 |                 |                             |                  |

## 제작

### 개발

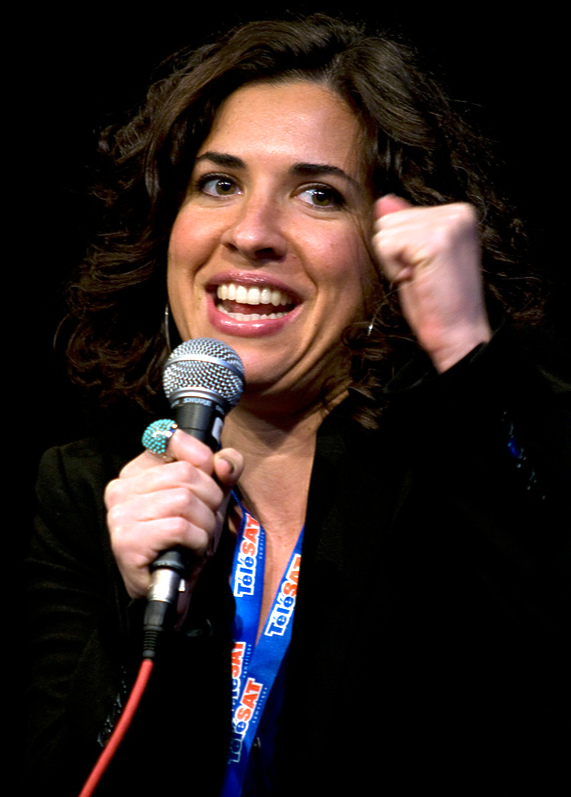
《전부 애거사 짓이야》의 쇼러너이자 선임 감독 잭 셰이퍼

2019년 8월 디즈니의 격년제 D23 엑스포 행사에서 캐스린 한이 마블 스튜디오의 디즈니+ 텔레비전 시리즈 《완다비전》(2021년)에서 완다 막시모프와 비전의 이웃인 아그네스 역을 맡는다고 발표되었다. 이 시리즈의 7화에서 "아그네스"가 사실은 마블 코믹스의 강력한 마녀 애거사 하크니스임이 밝혀진다. 2021년 5월, 《완다비전》의 수석 작가 잭 셰이퍼가 마블 스튜디오와 20세기 텔레비전과 3년 계약을 체결하여 디즈니+를 위한 추가 프로젝트를 개발하기로 했다. 다양한 등장인물을 중심으로 한 여러 프로젝트를 기획하는 과정에서 셰이퍼는 계속해서 애거사를 그 시리즈들의 일부로 포함시키자고 제안했다. 이는 결국 그와 마블 스튜디오의 대표 케빈 파이기가 애거사를 중심으로 한 시리즈를 추진하게 되는 계기가 되었다. 2021년 10월경 마블 스튜디오는 디즈니+ 방영을 위해 한이 애거사 역을 맡는 《완다비전》의 "다크 코미디" 스핀오프 시리즈 초기 개발 단계에 있었으며, 셰이퍼가 《완다비전》에 이어 수석 작가 겸 총괄 프로듀서로 복귀했다. 한의 참여는 그가 마블 스튜디오와 맺은 더 큰 계약의 일부로, 시리즈와 영화에서 그의 역할을 재연하기로 했다.
2021년 11월 디즈니+ 데이 행사에서 이 시리즈가 공식 발표되었다. 1년 후 셰이퍼가 시리즈의 에피소드를 연출한다는 사실이 밝혀졌고, 2022년 12월에는 간자 몬테이로가, 2023년 1월에는 레이철 골드버그도 또 다른 연출자로 발표되었다. 각 감독은 시리즈의 3개 에피소드를 연출했다. 2023년 10월경 마블 스튜디오는 텔레비전 시리즈에 대한 접근 방식을 변경하여 수석 작가 대신 전통적인 쇼러너를 고용하기 시작했다. 2024년 7월까지 셰이퍼는 이 시리즈의 쇼러너로 크레딧이 올라갔다. 마블 스튜디오의 스트리밍, 텔레비전, 애니메이션 부문 책임자인 브래드 윈더바움은 《전부 애거사 짓이야》가 스튜디오의 가장 저예산 시리즈로, 《에코》(2024년)의 예산 4천만 달러보다 적게 들었다고 말했으며, 이는 이 시리즈가 컴퓨터 그래픽 이미지 대신 주로 실제 특수 효과를 사용했기 때문이라고 설명했다. 마블 스튜디오의 파이기, 루이스 데스포지토, 브래드 윈더바움, 메리 리바노스도 총괄 프로듀서로 참여했다. 이 시리즈는 마블 스튜디오의 "마블 텔레비전" 레이블로 발표되었다. 《완다비전》에서 돌아온 배우 데브라 조 럽은 이 스핀오프가 텔레비전 시리즈 《아메리칸 호러 스토리》(2011년~현재)의 여러 시즌처럼 앤솔로지 형식에서 《완다비전》의 두 번째 시즌과 같다고 표현했다. 《전부 애거사 짓이야》는 《완다비전》과 《비전 퀘스트》(2026년)를 포함하는 3부작 시리즈 중 두 번째 작품이 될 예정이다.

#### 제목
이 시리즈는 처음에 《애거사: 하우스 오브 하크니스》라는 제목으로 발표되었으나, 2022년 7월에 《애거사: 코빈 오브 카오스》으로 변경되었다. 2023년 9월에는 다시 한 번 《애거사: 다크홀드 다이어리》로 제목이 바뀌었다. 배우 오브리 플라자는 2023년 5월에 디즈니 영화 《프린세스 다이어리》(2001년)에서 사용된 글꼴을 기반으로 한 이 제목이 적힌 감독의 의자 사진을 게시한 바 있다. 《버라이어티》의 아담 B. 베리는 여러 차례의 제목 변경이 마블 스튜디오의 우유부단함 때문이 아니라 주인공이 "여전히 꾀를 부리고 있음"을 나타내는 것이라고 보도했으며, 시리즈 제목이 단순히 《애거사》일 가능성도 있다고 언급했다. 실제로 미국 저작권청에 제출된 첫 에피소드 문서와 공식 디즈니+ 웹사이트에서는 《애거사》로 언급되었다.
2024년 5월, 마블 스튜디오는 트위터에 《애거사: 거짓말쟁이 마녀와 멋진 옷장》라는 새로운 로고를 공개했지만 곧 게시물을 삭제했다. 《기즈모도》의 저메인 뤼시에는 이것이 농담이나 실수일 수 있다고 생각했으며, C. S. 루이스의 소설 《사자, 마녀, 그리고 옷장》(1950년)을 참조한 것이라고 지적했다. 그는 이 제목이 캐릭터를 정확히 표현하긴 했지만 "지금까지 중 최악의 제목"이라고 평가하며, 개발 과정에서 왜 이렇게 많은 제목을 공개적으로 발표했는지 의문을 제기했다. 그는 《전부 애거사 짓이야》가 가장 좋은 선택일 것이라고 생각했는데, 이는 《완다비전》에서 하크니스가 부르는 동명의 노래를 가리킨다. 다음 날, 디즈니는 업프론트 발표회에서 공식 제목이 《전부 애거사 짓이야》라고 발표했으며, 계속 변경되는 제목들이 "마블 팬들을 농락하기 위해 [애거사]가 꾸민 것"이라는 내용의 영상을 공개했다. 셰이퍼와 작가들이 다양한 제목들을 구상했다. 리바노스는 이 마케팅 전략을 통해 "점점 더 미친 듯한" 제목들을 발표하는 것을 즐겼으며, 이것이 애거사에게 적합하다고 생각했다.

### 극본
잭 셰이퍼와 함께 로라 도니, 캐머런 스콰이어스, 지오바나 사르키스, 로라 몬티, 제이슨 로스토브스키, 지아 킹, 피터 캐머런이 이 시리즈의 작가로 참여했다. 스콰이어스, 캐머런, 도니, 몬티는 모두 《완다비전》에 참여했던 작가였으며, 제작 자문을 맡았던 메건 맥도널도 현장 작가로 합류했다. 몬티는 《완다비전》에서 셰이퍼의 조수로 일하면서 "애도란 건 결국 계속 사랑하는 것 아닌가요?"(What is grief, if not love persevering?)이라는 찬사를 받은 대사를 만드는 데 기여한 바 있다. 킹과 로스토프스키는 각각 점술과 고딕 호러에 대한 관심사를 바탕으로 집필 과정에 참여했다. 리바노스는 애거사 하크니스의 이야기를 이어가고 캐릭터를 더 깊이 알아갈 수 있는 기회가 창작진에게 "즉각적인 필수 과제"였다고 말했다. 윈더바움은 《전부 애거사 짓이야》를 마블 스튜디오의 시리즈 《로키》(2021년~2023년)에 비유했는데, 두 작품 모두 안티히어로를 다루고 있고, 스튜디오의 다른 시리즈들과 차별화되어 있으며, 주인공 캐릭터들의 감정적 깊이를 비슷한 방식으로 탐구하기 때문에 그렇다고 했다. 윈더바움은 《전부 애거사 짓이야》를 치명적인 위험이 도사리는 "마블식 공포"를 담고 있으면서도 재미와 드라마를 겸비한 "핼러윈 쇼"라고 표현했다. 파이기는 《전부 애거사 짓이야》를 영화 《구니스》(1985년)에 비유했다. 이 시리즈에 영향을 준 만화로는 마녀의 길을 소개한 제임스 로빈슨의 《스칼렛 위치》 2권, 《판타스틱 포》에서 애거사 하크니스가 처음 등장한 작품들, 그리고 《비전과 스칼렛 위치》 2권이 있다.:7:57–8:22
셰이퍼는 《전부 애거사 짓이야》가 애거사가 집회가 없는 "다양하고 잡다한 마녀들"과 함께하는 이야기를 다룰 것이라고 말하면서, "기만, 배신, 악행, 이기심으로 정의되는" 이 마녀들이 함께 일하도록 강요받았을 때 어떤 일이 벌어지는지를 탐구할 것이라고 설명했다. 또한 이 시리즈가 《완다비전》이 시트콤 형식을 가지고 놀았던 것과 유사한 방식으로 마녀에 대한 전설과 통념을 가지고 논다고 언급하면서, "비슷한 메커니즘을 사용하고 패스티쉬를 포함할 것"이라고 말했다. 셰이퍼는 이 시리즈를 통해 마블 시네마틱 유니버스 내의 마법을 정의할 수 있었다. 첫 에피소드는 HBO 미니시리즈 《메어 오브 이스트타운》(2021년)을 오마주하여 애거사가 형사로 등장하는 실제 범죄 드라마로 그려진다. 애거사와 그의 집회가 마녀의 길을 여행하면서, 각각의 시험은 집회의 복장을 "대중문화에서 나오는 특정 유형의 마녀를 모방하도록" 변화시키는데, 《프랙티컬 매직》(1998년)에서 영감을 받은 "칼라 셔츠를 입은 동부 해안의 WASP 여성" 복장은 셰이퍼가 "해안가 할머니 시크"라고 표현하며 "뒤에서 칼을 꽂는 위선적인" 스타일이라고 설명했다. 그 밖에 가수 스티비 닉스의 "백마녀" 시대와 영화 《시즌 오브 더 위치》(1972년)에서 영감을 받은 "플리트우드 맥 스타일의 밴드", 위저보드를 사용하는 1980년대 여름 캠프 복장 등이 있다. 이 시리즈는 또한 《오즈의 마법사》(1939년)와 《말레피센트》(2014년) 같은 잘 알려진 마녀 묘사에서도 영감을 받아 이 영화들에 영감을 받은 시각적 요소와 서사적 요소들을 포함하고 있다. 초기의 시험 구상은 원소를 기반으로 했지만, 이는 환상이나 대중문화를 주입하거나 의상과 제작 디자인의 창의성을 발휘하기에는 적합하지 않았다.
《전부 애거사 짓이야》는 《완다비전》의 사건이 일어난 지 3년 후인 2026년을 배경으로 한다. 《완다비전》에서 애거사는 완다 막시모프에 의해 "아그네스" 페르소나에 갇혔지만, 이제 《닥터 스트레인지: 대혼돈의 멀티버스》(2022년)에서 막시모프의 죽음과 틴의 개입으로 인해 주문이 왜곡되었다. 《완다비전》에 대한 팬들의 이론과 추측이 결국 그 시리즈에서 의도하지 않았던 것임을 고려해, 셰이퍼는 《전부 애거사 짓이야》에서는 시리즈의 몇몇 반전을 보호하면서도 팬덤에서 실현되지 않을 기대를 만들지 않도록 더욱 신중하게 언어를 선택했다. 원작에서 타노스가 죽음과 얽힌 배경 이야기가 있어서 타노스가 등장할 것이라는 추측이 있었지만, 셰이퍼는 이를 일축하면서 죽음의 성격 묘사 일부는 작품 속에서 해석의 여지로 남두려고 했다고 한다.

### 캐스팅
2021년 10월 시리즈 개발이 공개되면서 한이 자신의 역할을 다시 맡을 것으로 예상되었고, 한 달 후 시리즈 공식 발표와 함께 출연이 확정되었다. 2022년 10월, 에마 콜필드 포드는 《완다비전》에서 맡았던 사라 프록터 / "도티 존스" 역할을 다시 맡을 것이라고 밝혔다. 11월에는 조 로크, 오브리 플라자, 알리 안, 마리아 디지아, 사셰르 자마타가 출연진에 합류했다. 로크는 시리즈의 남자 주인공인 "틴" 역을 맡았고, 플라자는 리오 비달 역을 맡았다. 안은 마녀 앨리스 우-걸리버 역을, 디지아도 마녀 역을 맡은 것으로 알려졌으며, 자마타는 여자 마법사 제니퍼 "젠" 케일 역을 맡게 되었다. 12월에는 패티 루폰이 마녀 릴리아 칼데루 역으로 합류했다. 미리엄 마걸리스는 마블이 그가 요구한 금액의 절반만 지불하겠다고 제안했고 조지아에서 촬영하고 싶지 않아 이 시리즈 출연을 거절했다.
2023년 1월, 여러 배우들이 《완다비전》에서 맡았던 역할을 재연하는 것으로 밝혀졌다. 데브라 조 럽은 샤론 데이비스 / "하트 부인" 역을, 데이비드 페이튼은 존 콜린스 / "허브 펠트먼" 역을, 데이비드 렝겔은 해롤드 프록터 / "필 존스" 역을, 아시프 알리는 아빌라시 탠던 / "놈 젠틸루치" 역을, 아모스 글릭은 피자 배달원 / "데니스 웨버" 역을, 브라이언 브라이트먼은 뉴저지주 이스트뷰 보안관 역을, 케이트 포브스는 애거사의 어머니 에버노라 하크니스 역을 맡았다. 마일스 구티에레스-라일리는 틴의 남자친구 역으로 캐스팅되었고, 오쿠이 오크포크워실리도 세일럼 세븐의 멤버인 버티고 역으로 시리즈에 캐스팅되었다.

### 디자인
대니얼 슬론이 의상 디자이너를 맡았는데, 그는 이전에 《완다비전》, 《닥터 스트레인지: 대혼돈의 멀티버스》(2022년), 《토르: 러브 앤 썬더》(2022년)에서 보조 의상 디자이너로 일한 바 있다. 존 콜린스가 프로덕션 디자이너를 맡았다. 애거사의 집회에 속한 각기 다른 마녀들은 저마다의 스타일을 가지고 있는데, 《기즈모도》의 고든 잭슨은 이들을 고스, 영매, 히피, "해안가 할머니" 스타일로 분류했다. 이 시리즈의 엔딩 크레딧에서는 마녀들에 대한 많은 오해와 고정관념이 어디에서 비롯되었는지를 살펴본다.

### 촬영
주요 촬영은 2023년 1월 17일 조지아주 애틀랜타의 트릴리스 스튜디오에서 시작되었으며, 셰이퍼, 몬테이로, 골드버그가 시리즈의 에피소드들을 연출했다. 캘럽 헤이먼, 존 체마, 이사이아 돈테 리가 촬영감독을 맡았다. 이 시리즈는 《마이 프리티》라는 워킹 타이틀로 촬영되었다. 럽과의 촬영은 2023년 2월 로스앤젤레스에서도 진행되었고, 이후 2개월 동안 애틀랜타로 이동했다. 2023년 5월 미국작가조합 파업이 시작되었지만, 《전부 애거사 짓이야》의 제작에는 영향을 미치지 않을 것으로 예상되었다. 마블 스튜디오는 주요 촬영 기간 동안 촬영 가능한 부분을 모두 촬영하고, 필요한 대본 수정은 이미 예정된 재촬영 기간 동안 진행할 계획이라고 알려졌다. 플라자는 애틀랜타에서 촬영 중이던  영화 《메갈로폴리스》(2024년)의 마지막 2주 일정과 동시에 이 시리즈의 일부 장면을 촬영했다. 애거사의 집과 다른 웨스트뷰 외부 장면들은 워너 브라더스 랜치의 블론디 스트리트가 철거되기 전에 그곳에서 촬영되었다.
한은 촬영에서 가능한 한 많은 실제 요소들을 사용했다고 말했는데, 여기에는 CGI 대신 실제 마법 효과도 포함되었다. 리바노스는 이것이 판타지와 공포 영화의 황금기에 대한 오마주로, 배경, 미니어처, 특수 효과, 메이크업 효과, 크리처 효과 등 많은 카메라 내 효과를 사용했다고 말했다. 제작진은 《전부 애거사 짓이야》가 《완다비전》이 시트콤에 대한 오마주로 관객들에게 불러일으켰던 것과 비슷한 향수를 자아내기를 원했다.:8:54–9:16 촬영은 5월 28일까지 마무리되었다. 한은 2024년 1월 재촬영이 며칠 남았다고 말했고, 이는 2월 초에 하루 만에 완료되었다.

### 후반 작업
제이미 그로스, 리비 큐닌, 데인 R. 나이미, 데이비드 이건이 이 시리즈의 편집을 담당했다.

### 시각 효과
켈리 포트가 《전부 애거사 짓이야》의 시각 효과 감독을 맡았는데, 그는 이전에 몇몇 MCU 영화에서 일한 바 있다. 디지털 도메인이 시각 효과를 제공했다.

### 음악
2023년 1월, 한은 《완다비전》의 "전부 애거사 짓이야"와 같은 오리지널 노래들처럼 이 시리즈에도 노래가 포함될 것이라고 암시했다. 3월에는 크리스토프 벡이 《완다비전》과 다른 MCU 작품들에 이어 이 시리즈의 음악을 작곡할 것이라고 밝혔다. 다음 달에는 크리스틴 앤더슨로페즈와 로버트 로페즈가 시리즈의 오리지널 노래를 작곡한다고 알려졌는데, 이들 역시 《완다비전》에서 돌아온 것이다. 한이 몇몇 노래의 리드 보컬을 맡았고, 루폰과 같은 다른 마녀 배우들이 백그라운드 보컬로 참여했다. 셰이퍼는 작곡가들과 협력하여 그들이 만든 노래들을 시리즈의 서사에 녹여내는 방법을 찾고자 했다.:10:44–11:06 그들의 노래 중 하나인 "The Ballad of the Witches Road"(마녀의 길의 발라드)는 시리즈에서 모든 마녀들이 알고 있는 고대의 곡이 되었다.:10:44–11:06 2024년 9월, 마이클 파라스케바스가 벡과 함께 음악을 작곡한 것으로 밝혀졌는데, 그는 이전에 MCU 시리즈 《호크아이》(2021년)에서 벡과 함께 작업한 바 있다.
9월 19일, 할리우드 레코드는 싱글 앨범 "Songs from Marvel Television's Agatha All Along (Episodes 1 & 2)"(마블 텔레비전의 《전부 애거사 짓이야》 삽입곡(1화 & 2화))을 발매했다. 이 앨범에는 "The Ballad of the Witches Road"(마녀의 길의 발라드)의 두 가지 버전이 수록되어 있는데, 하나는 1화에 나온 매슈 메이필드가 부른 "트루 크라임 버전"(true crime version)이고 다른 하나는 2화에 나온 "신성한 성가 버전"(sacred chant version)이다. 벡과 파라스케바스가 이 시리즈를 위해 작곡한 메인 테마인 "Agatha's Theme"(애거사의 테마) 또한 같은 날 발매되었다. 10월 3일에는 "Songs from Agatha All Along (Episode 4)"(《전부 애거사 짓이야》 삽입곡(4화))가 발매되어 서문탁이 부른 로나 우 버전과 출연진이 부른 1970년대 록 커버 버전이 수록되었다. 피날레에 등장하는 인디 팝 밴드 재패니즈 브렉퍼스트의 팝 버전은 10월 17일에 공개되었다.
벡과 파라스케바스의 음악은 마블 뮤직과 할리우드 레코드가 두 개의 볼륨으로 나누어 디지털 발매하였다. 처음 다섯 에피소드의 음악은 2024년 10월 11일에 발매되었고, 나머지 네 에피소드의 음악은 2024년 11월 1일에 발매되었다. 2024년 10월 30일에는 "The Ballad of the Witches Road"의 모든 버전과 음악 중 선별된 트랙들이 수록된 사운드트랙 음반이 바이닐로 발매되었다.
| #            | 제목 | 재생 시간 |
| ------------ | --- | --------- |
| 1.           | 〈Agatha's Theme〉 | 2:11      |
| 2.           | 〈Jane Doe〉 | 2:34      |
| 3.           | 〈The Ballad of the Witches' Road〉 (True Crime Version) (featuring Matthew Mayfield)                                                            | 1:43      |
| 4.           | 〈Nicky〉 | 1:43      |
| 5.           | 〈Let's Find Out Pt. 1〉 | 2:53      |
| 6.           | 〈All Along〉 | 3:34      |
| 7.           | 〈Coochie Coochie Coo〉 | 4:10      |
| 8.           | 〈The Coven March〉 | 1:17      |
| 9.           | 〈The Ballad of the Witches' Road〉 (Sacred Chant Version) (featuring Kathryn Hahn, Sasheer Zamata, Ali Ahn, Patti LuPone, and Debra Jo Rupp)    | 3:18      |
| 10.          | 〈Salem's Seven〉 | 2:49      |
| 11.          | 〈The Ballad of the Witches' Road〉 (Score Version)                                                                                              | 1:42      |
| 12.          | 〈Wine & Die〉 | 0:57      |
| 13.          | 〈Lucid Spellbound Divination〉 | 4:12      |
| 14.          | 〈Sous Vide〉 | 3:20      |
| 15.          | 〈Out of the Brew〉 | 4:01      |
| 16.          | 〈Three of Pentacles〉 | 2:39      |
| 17.          | 〈Old Ass Curse〉 | 3:45      |
| 18.          | 〈Play It Rite〉 | 2:12      |
| 19.          | 〈The Ballad of the Witches' Road〉 (Cover Version) (featuring Kathryn Hahn, Sasheer Zamata, Ali Ahn, Patti LuPone, Aubrey Plaza, and Joe Locke) | 4:40      |
| 20.          | 〈Three of Swords〉 | 2:14      |
| 21.          | 〈Rio〉 | 3:01      |
| 22.          | 〈Broomhaha〉 | 3:30      |
| 23.          | 〈Spirits Be Known〉 | 2:47      |
| 24.          | 〈Séance in a Blood Moon〉 | 2:32      |
| 25.          | 〈Knight of Wands〉 | 5:43      |
| 26.          | 〈Heavy Is the Head…〉 | 2:23      |
| 27.          | 〈The Ballad of the Witches' Road〉 (Lorna Wu's Version) (featuring Seomoon Tak)                                                                 | 4:41      |
| 총 재생 시간 | 총 재생 시간 | 1:15:11   |

| #            | 제목 | 재생 시간 |
| ------------ | --- | --------- |
| 1.           | 〈Rite of Passage〉 | 1:20      |
| 2.           | 〈Home Sweet Home〉 | 3:54      |
| 3.           | 〈Billy Kaplan〉 | 1:38      |
| 4.           | 〈Hooligan!〉 | 2:04      |
| 5.           | 〈Let's Find Out Pt. 2〉 | 4:24      |
| 6.           | 〈Tricks & Trials〉 | 3:25      |
| 7.           | 〈Magic Castle〉 | 3:08      |
| 8.           | 〈Queen of Cups〉 | 3:48      |
| 9.           | 〈The Tower (Reversed)〉 | 3:36      |
| 10.          | 〈Liminal Space〉 | 2:57      |
| 11.          | 〈Do Not Pass Go〉 | 1:51      |
| 12.          | 〈High Priestess〉 | 3:31      |
| 13.          | 〈One More Breath〉 | 4:52      |
| 14.          | 〈A Seed Resown〉 | 2:34      |
| 15.          | 〈Fisticuffs〉 | 5:43      |
| 16.          | 〈Kiss of Death〉 | 2:48      |
| 17.          | 〈Flowers〉 | 2:48      |
| 18.          | 〈Going Through the Motions〉 | 2:12      |
| 19.          | 〈Maiden Mother Crone〉 | 3:03      |
| 20.          | 〈From Birth〉 | 1:30      |
| 21.          | 〈Salem, 1756〉 | 2:21      |
| 22.          | 〈The Ballad of the Witches' Road〉 (Nicky's Version) (featuring Abel Lysenko)                                                        | 0:49      |
| 23.          | 〈Down the Windy Road〉 | 2:58      |
| 24.          | 〈Hold Your Hand in Mine〉 | 2:39      |
| 25.          | 〈To Death〉 | 2:00      |
| 26.          | 〈The Ballad of the Witches' Road〉 (Agatha Through Time Version) (featuring Kathryn Hahn, Sasheer Zamata, Ali Ahn, and Patti LuPone) | 2:36      |
| 27.          | 〈One Door Opens〉 | 3:35      |
| 28.          | 〈The Ballad of the Witches' Road〉 (Pop Version) (featuring Japanese Breakfast)                                                      | 4:41      |
| 총 재생 시간 | 총 재생 시간 | 1:16:45   |

| #  | 제목                                                              | Performer                                                                    | 재생 시간 |
| -- | ----------------------------------------------------------------- | ---------------------------------------------------------------------------- | --------- |
| 1. | 〈The Ballad of the Witches' Road〉 (true crime version)          | Matthew Mayfield                                                             |           |
| 2. | 〈The Ballad of the Witches' Road〉 (sacred chant version)        | Kathryn Hahn, Sasheer Zamata, Ali Ahn, Patti LuPone, Debra Jo Rupp           |           |
| 3. | 〈The Ballad of the Witches' Road〉 (Lorna Wu's version)          | Seo Moon Tak                                                                 |           |
| 4. | 〈The Ballad of the Witches' Road〉 (cover version)               | Kathryn Hahn, Sasheer Zamata, Ali Ahn, Patti LuPone, Aubrey Plaza, Joe Locke |           |
| 5. | 〈The Ballad of the Witches' Road〉 (Nicky's version)             | Cast                                                                         |           |
| 6. | 〈The Ballad of the Witches' Road〉 (Agatha through time version) | Kathryn Hahn, Sasheer Zamata, Ali Ahn, Patti LuPone                          |           |
| 7. | 〈The Ballad of the Witches' Road〉 (pop version)                 | Japanese Breakfast                                                           |           |
| 8. | 〈The Ballad of the Witches' Road〉 (score version)               | Christophe Beck and Michael Paraskevas                                       |           |

| #  | 제목                   | 재생 시간 |
| -- | ---------------------- | --------- |
| 1. | 〈Agatha's Theme〉     |           |
| 2. | 〈Billy Kaplan〉       |           |
| 3. | 〈Rio (Love & Death)〉 |           |
| 4. | 〈The Coven March〉    |           |
| 5. | 〈Tricks & Trials〉    |           |
| 6. | 〈Salem's Seven〉      |           |
| 7. | 〈Magick Medley〉      |           |

### 차트
캐스린 한, 사셰르 자마타, 알리 안, 패티 루폰, 데브라 조 럽, 《전부 애거사 짓이야》의 출연진이 부른 신성한 성가 버전은 2024년 10월 5일자 《빌보드》 디지털 송 세일즈 차트에서 22위로 데뷔했다.
| 차트 (2024)                    | 최고 순위 |
| ------------------------------ | --------- |
| 영국 싱글 (OCC)                | 45        |
| 미국 디지털 송 세일즈 (빌보드) | 22        |

## 마케팅
2023년 11월 말에 출시된 《완다비전》의 실물 홈 미디어 보너스 피처에 이 시리즈의 첫 모습이 포함되었다. 한, 로크, 루폰은 2024년 5월 디즈니의 업프론트 발표회에서 이 시리즈를 홍보했으며, 이 자리에서 공개 날짜와 공식 제목이 발표되고 첫 예고편이 공개되었다. 제목 발표와 함께 온라인에 공개된 영상에서는 이 시리즈의 공식 제목인 《전부 애거사 짓이야》에 이르기까지 발표된 제목들의 변천 과정을 보여주었다. 이 영상은 《완다비전》의 동명 노래를 배경음악으로 사용했다.
2024년 7월 8일에는 티저 예고편이 온라인에 공개되었다. 《버라이어티》의 미카엘라 지는 이 예고편이 여러 장르를 순환하며, 그 중 첫 번째는 애거사를 "하드보일드 살인 미스터리"의 탐정으로 보여준다고 언급했다. 《더 버지》의 찰스 풀리엄-무어는 이 예고편이 "기대되는 호러로의 전환"을 보여주며, 이 시리즈가 다른 마블 프로젝트들보다 더 어둡고 "공포 지향적"임을 나타낸다고 느꼈다. 《아르스 테크니카》의 제니퍼 울렛은 이 시리즈가 "어둡고 으스스하면서도 재미있어 보인다"며 핼러윈 시즌에 공개하기에 완벽하다고 썼다. 《코타쿠》의 잭 즈위젠은 이 티저가 "으스스하고, 재미있으며, 광기 어린 시간"을 약속한다고 말했다. 그는 특히 리오와 애거사의 관계에 대해 호기심을 보였고, 핼러윈 시즌에 맞는 "마녀스럽고, 으스스하고, 소름 끼치는 작품"에 대해 기대감을 표현했다. 티저 공개 이틀 후, 심야 토크쇼 《지미 키멀 라이브!》의 게스트 호스트를 맡은 한은 오프닝 모놀로그를 MCU를 요약하는 노래로 마무리했다.
파이기는 2024년 8월 디즈니의 D23 컨벤션에서 로페즈 부부와 출연진들과 함께 이 시리즈를 홍보했다. 출연진들은 이 자리에서 "The Ballad of the Witches Road"(마녀의 길의 발라드)를 공연했고, 시리즈의 공식 예고편도 처음 공개되었다. 《/필름》의 니나 스타너는 예고편에 등장한 의상, 출연진, 음악을 극찬했다. 《엔터테인먼트 위클리》의 닉 로마노는 예고편의 톤을 영화 《오즈의 마법사》(1939년)에 비유했는데, 특히 애거사와 릴리아가 각각 이 영화의 서쪽 마녀와 글린다를 연상시킨다고 말했다.

## 공개
《전부 애거사 짓이야》는 2024년 9월 18일 디즈니+에서 첫 두 에피소드 공개로 시작하여 매주 에피소드 한 편씩을 공개하다가 10월 30일에 마지막 두 에피소드를 끝으로 막을 내렸다. 이 시리즈는 총 9개의 에피소드로 구성되었으며, 핼러윈 시즌에 맞춰 공개되었다. 이전에는 이 시리즈가 빠르면 2023년 말에 공개될 것으로 예상되었다. 하지만 2023년 2월 무렵, 디즈니와 마블 스튜디오가 콘텐츠 출시를 재검토하면서 이 시리즈는 그해 출시가 "확실시되는" 목록에 포함되지 않았다. 이 시리즈는 마블 시네마틱 유니버스의 페이즈 5에 속한다.

## 반응

### 시청률
월트 디즈니 컴퍼니는 《전부 애거사 짓이야》의 첫 에피소드가 스트리밍 시작 후 7일 동안 전 세계적으로 930만 조회 수를 기록했다고 발표했다. 또한 첫 주에 980만 명 이상의 시청자를 끌어모았다. 이 기간 동안 디즈니+에서 가장 인기 있는 TV 프로그램이 되었다. 전 세계의 VOD 차트를 일일 단위로 모니터링하는 스트리밍 분석 기업 플릭스패트롤은 10월 2일 기준으로 이 시리즈가 56개국에서 상위 10위권에 진입했다고 보고했다. 마블 스튜디오의 스트리밍 부문 책임자인 브래드 윈더바움은 이 시리즈가 지금까지 어떤 마블 시리즈보다 높은 시청자 유지율을 달성했다고 언급했다. 소셜 미디어에서의 팬 참여도가 눈에 띄게 높았으며, 《로키》 시즌 2와 비견될 만한 열광적인 반응을 보였다.
구독형 주문형 비디오(SVOD)와 광고 지원 비디오 온디맨드(AVOD) 서비스의 오리지널 및 수급 스트리밍 프로그램과 영화에 대해 미국의 2천만 사용자의 실시간 데이터를 모니터링하는 스트리밍 집계 서비스 릴굿(Reelgood)은 《전부 애거사 짓이야》가 9월 19일이 포함된 주간 미국 내 스트리밍 순위에서 2위를 기록했다고 발표했다. 미국의 TV 스크린 스트리밍 시청률을 집계하는 닐슨 미디어 리서치는 9월 16일부터 22일까지 이 시리즈의 시청 시간이 4억 2천 6백만 분에 달한다고 추산했다. 이어서 9월 23일부터 29일까지는 3억 6천 5백만 분의 시청 시간을 기록했다. 시리즈는 5화가 공개된 주간 닐슨 차트에 다시 진입하여 3억 1천만 분의 시청 시간을 기록했다. 다음 주에는 처음 6개 에피소드에 걸쳐 4억 1천만 분의 시청 시간을 기록했다. 10월 28일부터 11월 3일까지의 주간 동안 디즈니+에서 7억 4천 4백만 분의 시청 시간을 기록하였는데, 첫 주 대비 75 퍼센트 증가한 수치였다. 전 세계 4천만 명 이상의 사용자 데이터에 접근할 수 있는 스트리밍 콘텐츠 가이드 저스트워치는 9월 16일부터 11월 3일까지 미국에서 가장 많이 스트리밍된 상위 10개 시리즈 중 하나로 발표했다.
티비전은 자사의 TV비전 파워 스코어를 사용하여 1,000개 이상의 앱에서 시청자의 집중도, 시즌별 총 프로그램 가용 시간, 프로그램 도달률, 앱 도달률이라는 네 가지 주요 지표를 고려해 CTV 프로그램의 성과를 평가한 결과, 《전부 애거사 짓이야》가 9월 16일부터 29일까지 최고의 스트리밍 프로그램이었다고 산출했다. 이 시리즈는 9월 30일부터 10월 20일까지 상위 5위권을 유지했다. 전 세계 2,500만 명 이상의 TV 타임 앱 사용자의 시청 데이터를 추적하는 윕 미디어는 이 시리즈가 9월 22일부터 10월 6일까지 미국에서 두 번째로 많이 스트리밍된 오리지널 시리즈였다고 밝혔다. 이후 10월 13일부터 27일까지는 1위로 올라섰다.
에피소드와 영화의 일일 조회 수와 새로 출시된 작품의 인기 상승세를 고려하여 "톱 10" 목록을 산출하는 디즈니+는 10월 30일 기준으로 《전부 애거사 짓이야》가 미국에서 두 번째로 인기 있는 작품이라고 발표했다. 디즈니는 후에 시리즈의 7화가 스트리밍 첫날 전 세계적으로 420만 회의 조회 수를 기록해 첫 화와 비교해 35% 증가했다고 밝혔다. 8화는 디즈니+에서 첫날 460만 회의 조회 수를 기록해 7화보다 약 10% 증가했다. 같은 날 공개된 시리즈 피날레는 390만 회의 첫날 조회 수를 기록했다. 첫 화의 310만 회와 비교하면, 8화는 48% 증가했고 9화는 26% 증가한 수치다.

### 비평가 반응
이 시리즈는 리뷰 집계 사이트 로튼 토마토에서 평균 평점 7.20/10점을 기록하며 193개의 비평가 리뷰를 기준으로 83%의 긍정적 평가를 받았다. 웹사이트의 비평가 합의문은 "훌륭한 캐스린 한이 기억에 남는 배우들로 구성된 마녀 집회의 지원을 받아 이 마블 시네마틱 유니버스 스핀오프에서 상쾌하게 자신만의 독특한 매력을 보여준다."라고 평했다. 가중 평균을 사용하는 메타크리틱은 32명의 비평가를 기준으로 100점 만점에 66점을 부여하며 "대체로 긍정적인" 평가를 내렸다.
《롤링 스톤》의 앨런 세핀월은 이 시리즈가 "분절된 영화가 아닌 제대로 된 TV 쇼로서 기능했으며, 이 만화 제작사의 가장 성공적인 TV 시리즈였던 《완다비전》을 연상시킨다."라고 언급했다. 《타임》의 엘리아나 독터맨은 쇼러너 잭 셰이퍼가 "감정적 반전이 CGI 마법보다 훨씬 더 매력적이라는 것을 이해하는 몇 안 되는 슈퍼히어로 장르의 작가 중 한 명으로 보인다."라고 평가했으며, "《전부 애거사 짓이야》의 가장 큰 묘수는 텔레비전이라는 매체의 긴 러닝타임을 활용하여 우리가 애거사와 빌리에게 공감하게 만들었다는 점"이라고 썼다. 《가디언》의 루시 맨건은 이 작품에 5점 만점을 부여하며 "이 왕실급 오락거리인 마블 시리즈는 코미디에서 비극으로 자연스럽게 넘어간다."라고 평했다. 맨건은 한의 연기에 대해 "캐스린 한의 연기가 너무 뛰어나서 눈을 뗄 수가 없다"고 칭찬했으며, 조연진의 연기 또한 호평하면서 "의심할 여지없이 한의 쇼이지만 [...] 그를 둘러싼 모든 것이 훌륭하다"고 결론지었다.
비교적 부정적인 평가로, 《시애틀 타임스》의 롭 오언은 한이 "로크, 플라자와 보여주는 케미스트리가, 특히 《애거사》를 볼 만하게 만든다"고 하면서도, 이 작품이 "《완다비전》만큼 창의적이지 않으며 매 에피소드마다 같은 플롯이 반복될 위험이 있다"고 평했다.

### 수상
한의 연기는 2024년 10월 12일로 끝나는 주의 TV라인 이주의 연기자 선정에서 가장 뛰어난 인물로 선정되었다. 레베카 이아누치는 "캐스린 한은 이 업계에서 가장 뛰어난 연기 스펙트럼을 가진 배우 중 한 명"이라고 하면서 "그의 코미디 실력과 [...] 섬세한 극적 연기 실력" 모두를 칭찬했다. 로크는 그다음 주에 가장 뛰어난 인물로 선정되었다. 매트 웹 미토비치는 그의 다층적인 연기를 극찬하면서 "조 로크는 주어진 다양한 소재로 온갖 종류의 마법 같은 연기를 보여주었다"고 썼다. 루폰은 10월 26일로 끝나는 주에 가장 뛰어난 인물로 선정되었다. 미토비치는 그의 연기를 "탁월한 연기력의 과시"(a tour de force)라고 표현했으며, "루폰이 모든 감정을 끌어냈다"고 결론지으며 그의 캐릭터가 가진 영향력 있는 존재감을 칭찬했다.
로크는 2024년 10월 스포일러TV의 이달의 연기자로 선정되었으며, 한과 루폰이 각각 2위와 3위를 차지했다. 해당 웹사이트 역사상 처음으로 한 작품의 배우들이 상위 3위를 모두 차지한 사례였다.
| 시상식                     | 시상식 날짜     | 부문                                 | 후보                   | 결과 | 각주    |
| -------------------------- | --------------- | ------------------------------------ | ---------------------- | ---- | ------- |
| 크리틱스 초이스 텔레비전상 | 2025년 1월 12일 | 코미디 시리즈 최우수 여우조연상      | 패티 루폰              | 미정 | [ 157 ] |
| 인디펜던트 스피릿 어워드   | 2025년 2월 22일 | 신규 드라마 시리즈 최우수 주연상     | 캐스린 한              | 미정 | [ 158 ] |
| 인디펜던트 스피릿 어워드   | 2025년 2월 22일 | 신규 드라마 시리즈 최우수 신인상     | 조 로크                | 미정 | [ 158 ] |
| 인디펜던트 스피릿 어워드   | 2025년 2월 22일 | 신규 드라마 시리즈 최우수 조연상     | 패티 루폰              | 미정 | [ 158 ] |
| 새턴상                     | 2025년 2월 2일  | 최우수 슈퍼히어로 텔레비전 시리즈상  | 《전부 애거사 짓이야》 | 미정 | [ 159 ] |
| 새턴상                     | 2025년 2월 2일  | 텔레비전 시리즈 최우수 여우주연상    | 캐스린 한              | 미정 | [ 159 ] |
| 새턴상                     | 2025년 2월 2일  | 텔레비전 시리즈 최우수 게스트상      | 오브리 플라자          | 미정 | [ 159 ] |
| 새턴상                     | 2025년 2월 2일  | 텔레비전 시리즈 최우수 청소년 연기상 | 조 로크                | 미정 | [ 159 ] |

## 다큐멘터리 스페셜
2021년 2월, 다큐멘터리 시리즈 《마블 스튜디오: 어셈블드》가 발표되었다. 이 시리즈의 제작 과정을 다룬 스페셜 "《전부 애거사 짓이야》 메이킹"(The Making of Agatha All Along)은 2024년 11월 13일 마블 엔터테인먼트의 유튜브 채널에서 공개되었다.

## 주해
1. 1 2 3  《완다비전》 에피소드 "마지막 회"(2021년)에서 묘사된다.
2. ↑  완다의 죽음은 《닥터 스트레인지: 대혼돈의 멀티버스》(2022년)에서 묘사된다.
3. ↑  《완다비전》 에피소드 "지난 이야기"(2021년)에서 묘사된다.
4. ↑  "그대여, 길을 찾아라"에서 묘사된다.